# Gaidulfo
Gaidulfo (... – 594) è stato un duca longobardo, duca di Bergamo alla fine del VI secolo.
Successore di Wallari e membro come questo della dinastia degli Arodingi, raggiunse una posizione di  forza tale da fargli ritenere di potersi ribellare, assieme ad altri, al nuovo re Agilulfo e sostenere con lui un conflitto armato. Gaidulfo fu sconfitto e dopo ulteriori ribellioni perdenti fu giustiziato (594).
(Paolo Diacono, Historia Langobardorum, IV, 13)
Il ducato di Bergamo, inteso come complesso politico-militare, ma non ancora territoriale, era tra i più importanti e agguerriti e la vicenda di Gaidulfo testimonia la forza del gruppo di potere che reggeva il ducato almeno nelle aspettative del duca anche se alla fine si dimostrò effimera.